# Città saturnie
Con la definizione di città saturnie si fa riferimento a cinque città della provincia di Frosinone unite nell'archeologia dell'Ottocento per una comune mitica fondazione da parte del dio Saturno durante l'età dell'oro: Alatri, Anagni, Arpino, Atina e Ferentino (detta altrimenti Antino). 
Le cinque città sono caratterizzate da imponenti cinte di mura megalitiche poligonali, su cui poi si sono sviluppati i centri medievali.

## Galleria d'immagini

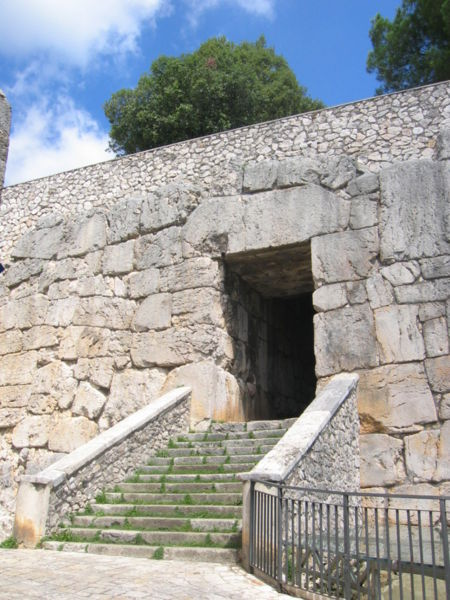
Alatri: mura ciclopiche dell'acropoli e Porta maggiore.
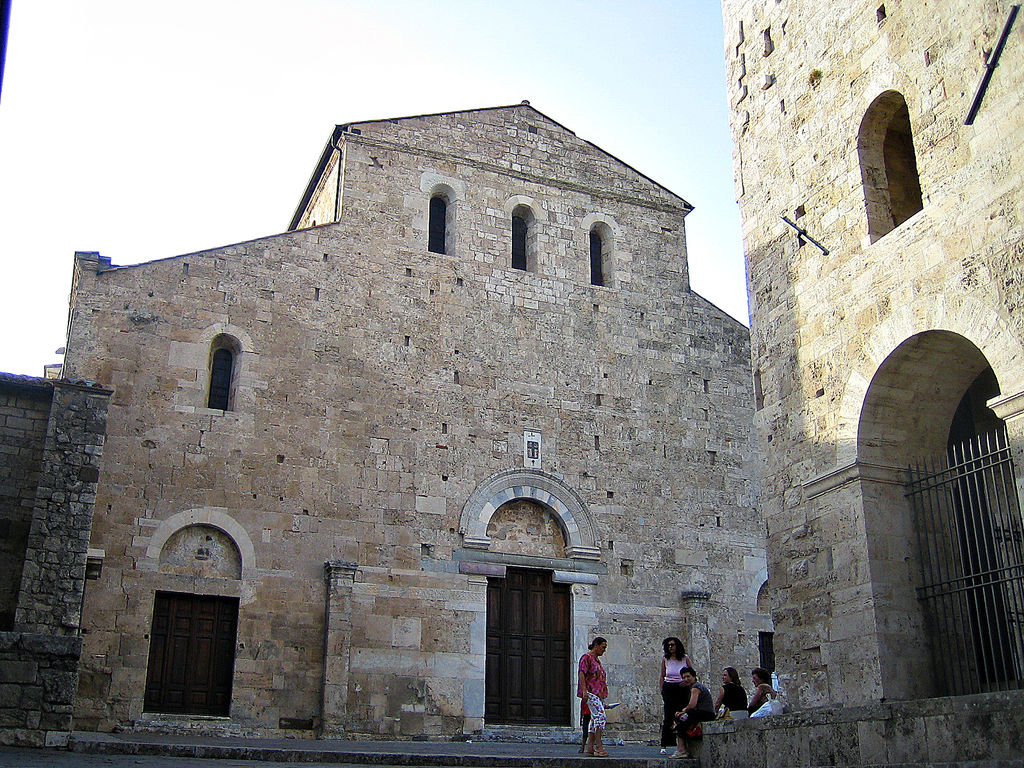
Anagni: la cattedrale.
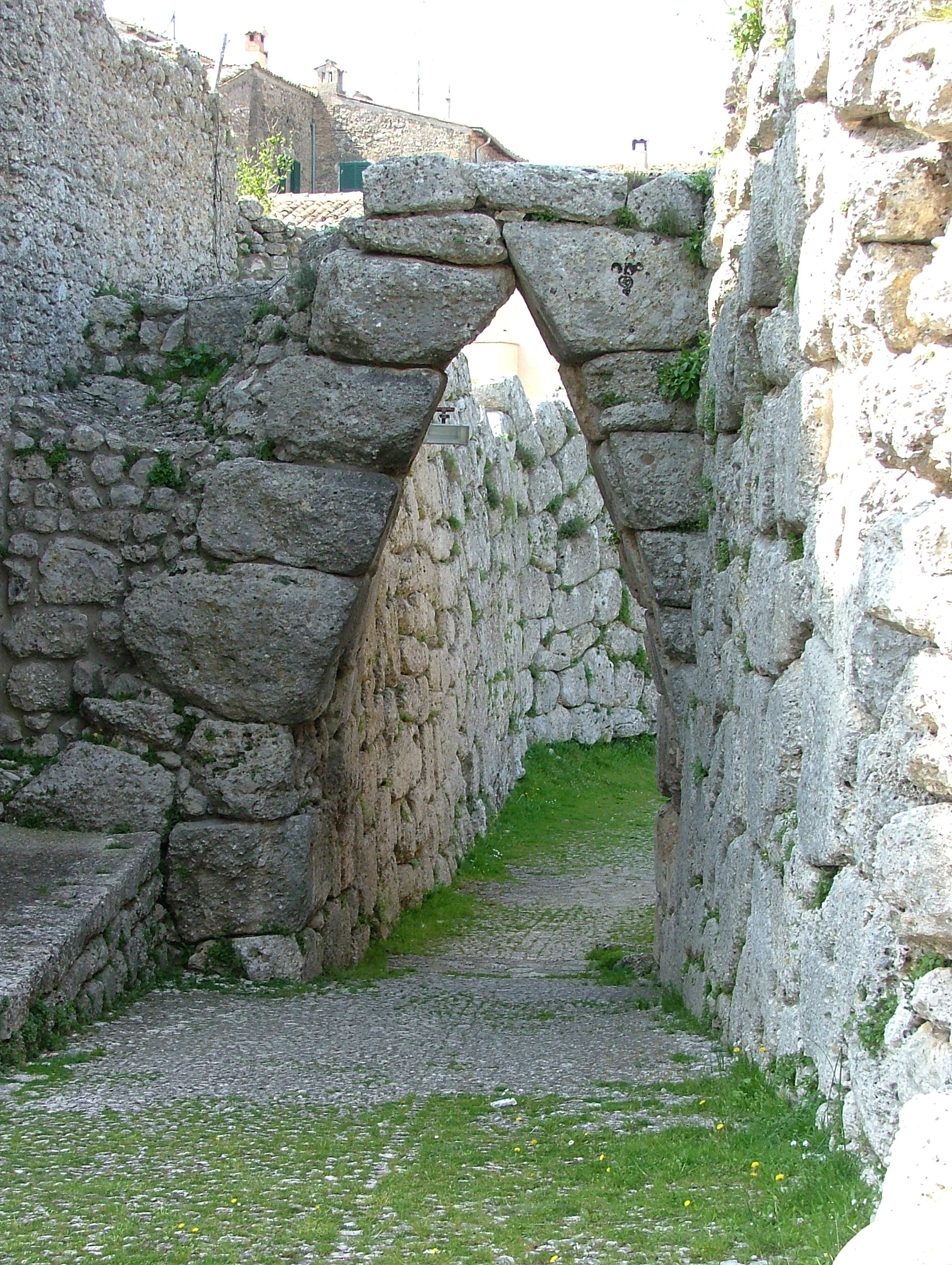
Arpino: arco a ogiva (o a sesto acuto).
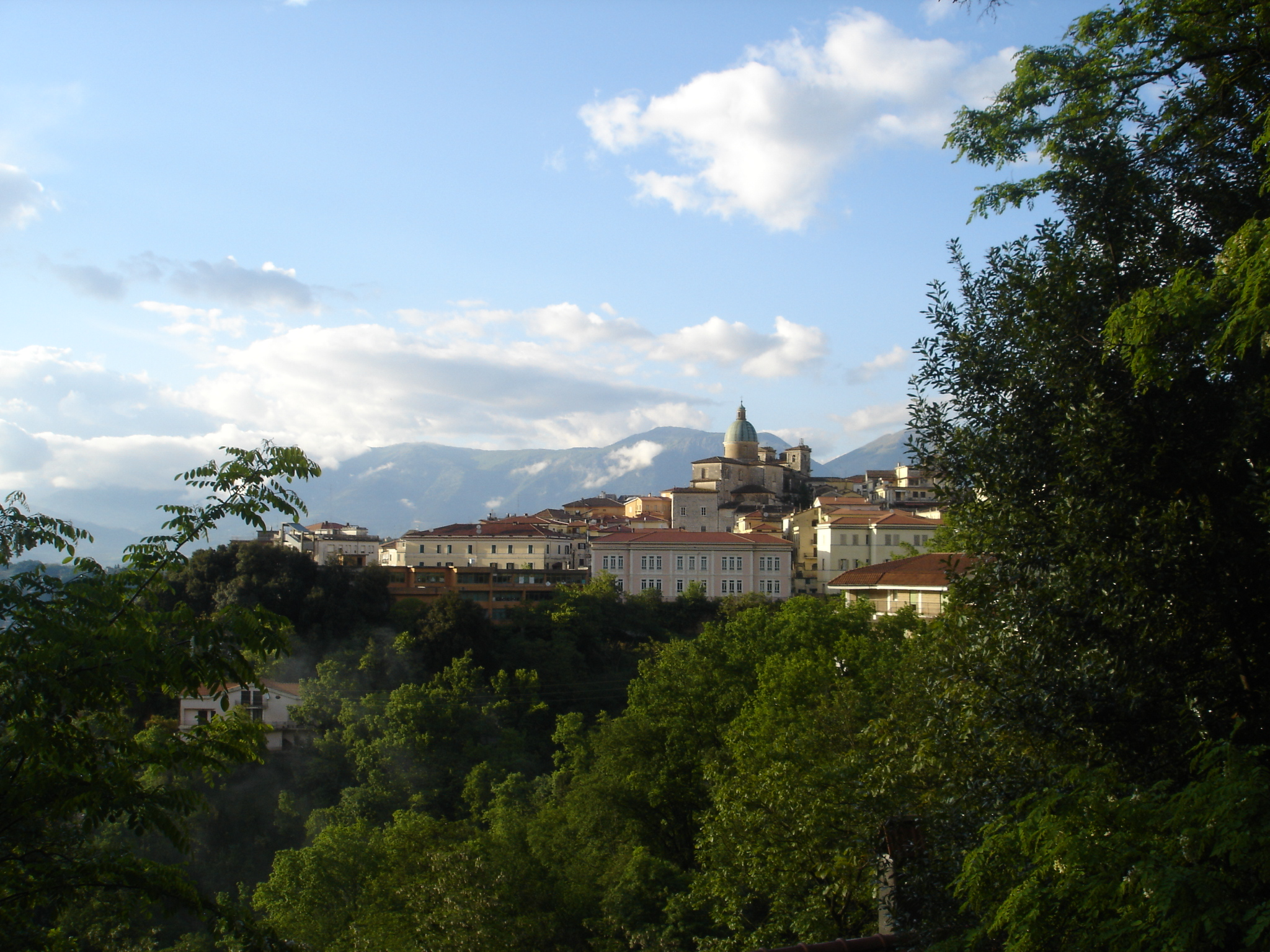
Atina: scorcio con le cupole della cattedrale.
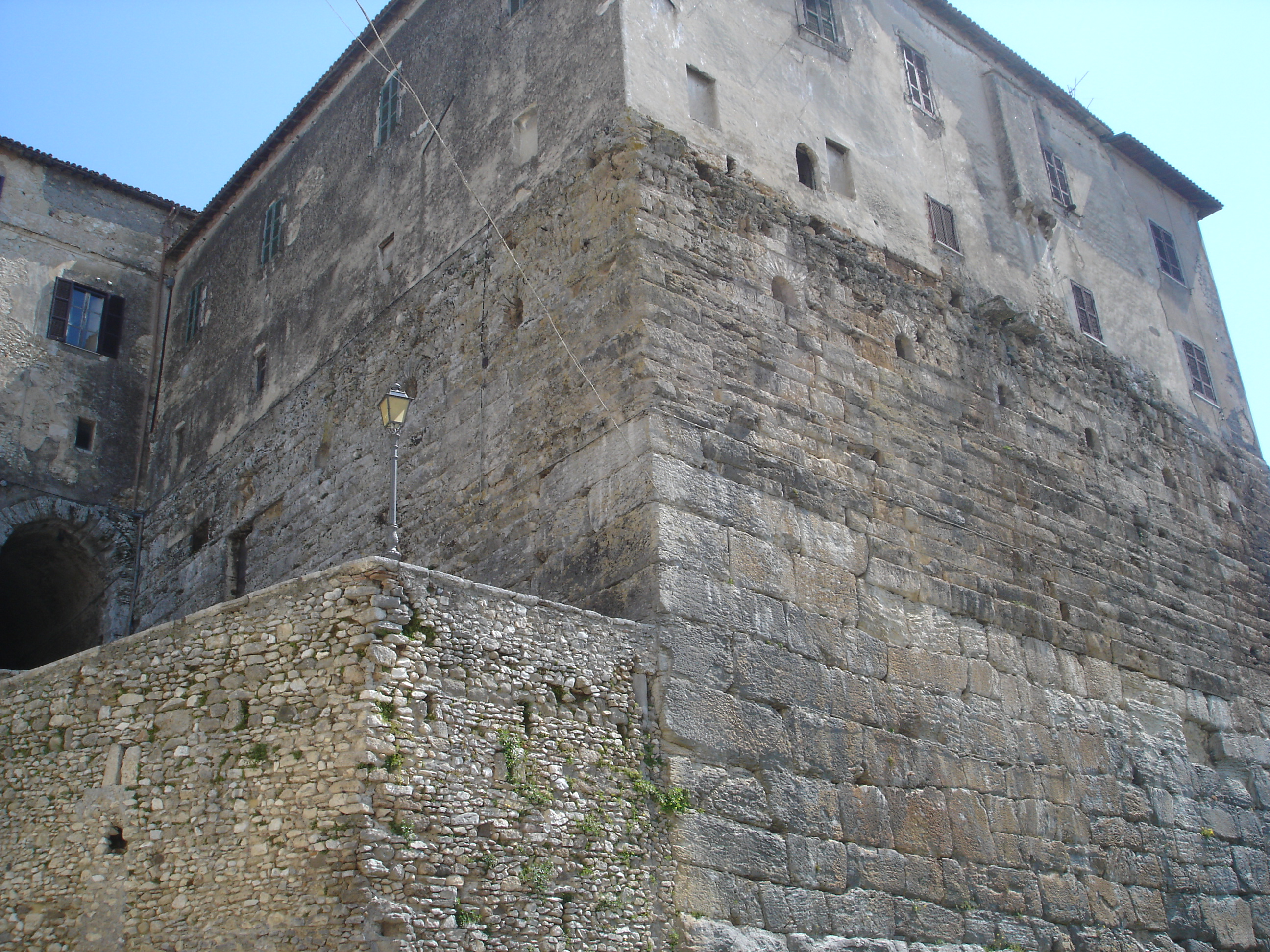
Ferentino: acropoli.
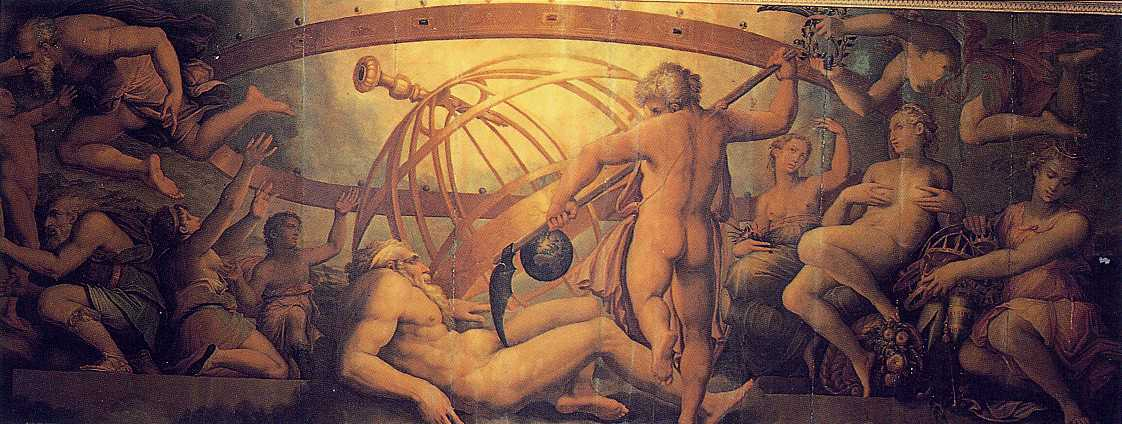
Saturno di Giorgio Vasari.